# Червонобережжя
Червонобере́жжя — ландшафтний заказник загальнодержавного значення в Україні. Розташований у межах Лубенського та Чорнухинського районів Полтавської області, на північний схід від села Гінців, що на північний захід від міста Лубен. 
Площа природоохоронної території 803 га. Створений 1990 року. Перебуває у віданні ДП «Лубенський лісгосп». 
Заповідна територія розташована в долині річки Удай, яка утворює тут велетенську петлю, що простягається в північно-західному напрямку.

## Рослинність
Рослинність заказника (в центральній частині) представлена лісами — дубовими, сосново-дубовими і старими насадженнями сосни (висаджена бл. 50 років тому). Вік природних дібров становить 100–120 років. У східній частині заказника, в заплаві річки збереглися болотяні ділянки. У південній частині розвинута яружно-балкова мережа. 
Основу трав'яного покрову становить зірочник лісовий. Тут також зростають 7 видів, занесені до Червоної книги України,— лілія лісова, півники борові, гніздівка звичайна, коручка чемерникоподібна, ковила пірчаста, сон чорніючий, сальвінія плаваюча. Є лікарські рослини — звіробій, материнка, буквиця і алтея.

## Фауна
Багатий різноманіттям тваринний світ заказника. Тут водяться свиня дика, сарна європейська, лисиця руда, борсук, бобер європейський. В заповіднику мешкає багато видів птахів: бл. 50% з усіх, що живуть в Україні. Серед них трапляються рідкісні види: журавель сірий, лебідь-шипун. У лісовому масиві зустрічаються регіонально рідкісні види хижих птахів — підсоколик великий і осоїд.